# ガッツ家庭教師
ガッツ家庭教師（がっつかていきょうし）は、2003年に設立された家庭教師派遣会社。
2008年11月に家庭教師派遣のゼロイチと家庭教師のOPTIONが統合した時に名称を「ガッツ家庭教師」に改めた。学生運営からスタートしているが、現在(2006年)は学生運営ではない。大学と提携するなど、今までの家庭教師派遣会社にはあまり見られない面白い試みを行っている。
「主体性のある人材を育成する」ことを運営方針とし、目標設定によるストレッチ学習法を取り入れている。
人材育成のアルファビートと共同で教材開発などを行う。DCT学習教材はその成果のひとつ。
また、アルファビートの夢を育てるドリームツリーの開発・運営・普及にも力を入れている。

## 会社概要
- 創業年 : 2000年9月1日
- 所在地 : 愛知県名古屋市千種区星が丘元町15-21

## 沿革
- 2000年 - 設立。
- 2006年 - 家庭教師評価・育成プログラムの強化を発表。
- 2006年 - 財団法人ソフトピアジャパンにオフィスを構える。
- 2007年 - 岐阜大学産官学融合センターに入居。
- 2008年 - 名称をガッツ家庭教師に改める。岐阜県学習塾協会に加盟。